# Раккит
Раккит (нем. Rackith) — община в Германии, в земле Саксония-Анхальт, входит в район Виттенберг, и подчиняется управлению Кемберг.
Население составляет 659 человека (на 31 декабря 2008 года). Занимает площадь 18,99 км².
Община подразделяется на 2 сельских округа.

## История
Первое упоминание о поселение относится к 1004 году.
1 января 2010 года, после реформирования, Раккит стал общиной городского округа Кемберг.